# Чистякове
Чистяко́ве (у 1964—2016 роках — Торез) — місто в Україні, адміністративний центр Чистяківської міської громади Горлівського району Донецької області.
З червня 2014 року місто фактично контролюється російською окупаційною адміністрацією, включене Верховною Радою України до складу тимчасово окупованих територій України.

## Назви
Місто засновано у 1770-х роках як слобода під назвою Олексіївка (з 1840 — Олексієве-Леонове, з 1868 до 1964 — Чистякове, з 1964 до 2016 — Торез), яка входила до складу Таганрозького округу Області Війська Донського (Російська імперія). Початок кам'яновугільної промисловості у Чистяковому припадає на 1860-ті роки, її значне зростання на 1900-ті, а згодом на 1930-х років.

## Історія

### XVIII—XIX століття
Населений пункт був утворений в 1778 році як невелике поселення біля злиття річок Севастянівки й Орлової (басейн Міуса) кріпаками-втікачами з різних губерній. До 1800 року в слободі Олексіївка, заснованій генерал-лейтенантом С. Леоновим проживало 225 чоловік.
Станом на 1873 рік у слободі Олексієве-Леонове-Чистякове Андріївської волості Міуського (пізніше — Таганрозького) округу Області Війська Донського мешкало 1570 осіб, налічувалось 214 дворових господарств й 3 окремих будинки, 77 плугів, 190 коней, 320 пар волів, 1124 вівці.
З 1860-х років — центр видобутку кам'яного вугілля. З другої половини XIX століття поселення отримало назву Чистякове, за прізвищем власника помістя — Таганрозького купця Чистякова.
У 1875 році частину землі разом з садибою Чистякова придбав харківський купець 1-ї гільдії Олексія Алчевський. У 1877 році Олексій Алчевський разом з поміщиком Іловайським був засновником Олексіївського гірничопромислового акціонерного товариства (ОГПО) і передав суспільству як пай ряд своїх придбань, в тому числі і маєток в Чистяковому. Тоді працювали шахти «Наклонна» і «Галерея». ОГПО з 1907 року перейменовано в «Надія». У 1909 році в Чистяковському гірському районі видобули 4 700 тис. пудів вугілля, у 1916 році — 76 800 тис. пудів вугілля.
За переписом 1897 року кількість мешканців зросла до 2335 осіб (1175 чоловічої статі та 1160 — жіночої), з яких 2334 — православної віри.
У 1901 році було розпочато будівництво залізниці від станції  Дебальцеве до Іловайська, яку було тоді прокладено за 3 км від Чистякового та введена в експлуатацію у 1904 році. Будівництво гілки Чистякове — Безчинська було розпочато у 1907 році і через два роки закінчено.
Пуск в експлуатацію цієї магістралі сприяв бурхливому будівництву нових шахт і підвищення видобутку вугілля в районі. У ці роки в Чистяковому були побудовані шахти Ново-Олександрівка та Московсько-Донецьке гірське товариство, а також з'явилися приватні шахти Дронова, Кошелева, Гольдштейна, Зелькіна, Коновалова, Попова, Когана, Бродського, Воскресенського, Леонова, Філонова, Крештаповіча, Чередниченко, Кольберга і багато інших.

### ХХ століття
Лютнева революція 1905 року стала поштовхом до активних дій робітничого та гірняцького населення Чистякового. На початку березня 1905 року на більшості шахт пройшли масові мітинги, на яких було обрано рудничні комітети, які були оголошені народною владою.

### Визвольні змагання
У 1916 році в поселенні почала діяти Чистяковська рада робітничих депутатів, яка разом з рудкомами здійснювала робочий контроль за виробництвом і розподілом продукції. В кінці травня 1917 року за Раді робітничих депутатів і ряді рудничних комітетів були створені технічні, контрольні продовольчі комісії, які домагалися забезпечення нормальної роботи шахт і безперебійного постачання продовольства.
Становлення окупаційної радянської влади у 1917—1918 роках викликало опір частини населення, організації «контрреволюціонерів» (часто спільно з козаками) діяли в багатьох районах Донбасу. З 16 грудня 1917 по 10 січня 1918 року Чистякове було під владою донських козаків. Навесні 1918 року контроль над Донецьким басейном взяла Українська Держава Гетьмана Скоропадського, а з боку Дону готувався до наступу козацький отаман Краснов. Чистякове знову було захоплено козаками, а наприкінці грудня 1919 року окуповане військами Першої кінної армії.

### Радянська окупація
3 квітня 1920 року Чистякове стало повітовим центром, у 1924 році — адміністративним центром Чистяковського району, для керівництва промисловістю району були створені кущові управління.
У березні 1932 року районний центр Чистякове набув статусу міста обласного підпорядкування, до складу якого приєднані селища шахт Червона Зірка, № 2, 7, 9-10, 27, імені Л. І. Лутугіна, імені Кисельова, залізничних станцій Чистякове, Дронове і Воскресенська.
У 1934 році закінчено будівництво аероклубу Тсоавіахіму зі злітно-посадковою смугою. Вивчення авіаційної науки і техніки почалося з організації планерного гуртка, потім з'явилися літаки У-2. Більшість випускників аероклубу під час ІІ світової війни стали військовими льотчиками.
У 1935—1939 роках були введенні в експлуатацію ще три великі шахти: № 7-біс, 10-біс і 17-біс.
Станом на 1 січня 1941 року населення міста (включаючи населені пункти району) становило 59997 осіб.
У 1940-x роках утворено 3 районних ради міста Чистякового (ліквідовані у 1959 році):
- Червона Зірка;
- Південна Група;
- Станція Чистякове.

З 1941 по 1943 роки місто перебувало під німецькою окупацією.
15 липня 1964 року місто Чистякове було перейменовано на Торез, за генеральним секретарем Французької комуністичної партії Моріса Тореза.

### У Незалежній Україні

#### Війна на сході України

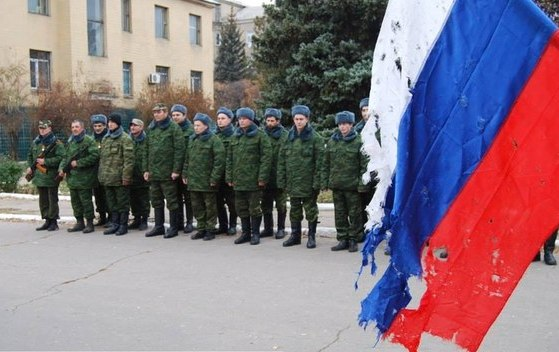
Незаконні збройні формування (пл. Леніна, 13 жовтня 2014 року)

У результаті російсько-української війни на сході України та російської інтервенції, місто з червня 2014 року тимчасово окуповане терористичною самопроголошеною організацією «ДНР» та ЗС РФ. У зв'язку з іміграцією населення на територію підконтрольній українській владі та до РФ, чисельність мешканців міста скоротилася.
У Торезі набув розвитку колабораціоністський рух серед місцевого населення — створені «органи правопорядку ДНР», окупаційна «адміністрація міста», призначений «військовий комендант», організовані «поліція», «податкова служба», «пенсійний фонд», «служба з надзвичайних ситуацій», «органи соціального захисту» та ін. Переважна кількість службовців органів законної влади після окупації продовжили працювати на посадах, що утворені «ДНР».
З серпня 2014 року в місті з перебоями працює мобільний зв'язок, не функціонують установи українських банків та їх банкомати, поштові відділення ПАТ «Укрпошта». У листопаді 2014 року з території міста тимчасово евакуйовані владні установи та офіційні правоохоронні органи України, припинена виплата пенсій, заробітних плат та соціальної допомоги.
24 вересня 2015 року на військовому полігоні біля Тореза під час влаштованих окупантами «танкових змаганнях» стався вибух, у результаті якого були загиблі та постраждалі з числа глядачів.
22 травня 2016 року, відповідно з постановою Верховної Ради України, місту відновлена історична назва — Чистякове.
12 червня 2020 року, відповідно з розпорядженням Кабінету Міністрів України від № 710-р, місто набуло статусу адміністративного центру Чистяковської міської громади.
17 липня 2020 року, постановою Верховної Ради України «Про утворення та ліквідацію районів» від  № 807-IX, Чистякове та населені пункти Чистяківської міської громади увійшли до складу новоутвореного Горлівського району Донецької області.

## Демографія
Станом на 01.01.2010 р. чисельність наявного населення м. Чистякове (разом з підпорядкованими населеними пунктами) становила 82,9 тис. осіб. У порівнянні з січнем 2009 року чисельність  зменшилася на 813 осіб.
У 2009 році народилося 770 осіб. Померло 1605 осіб, у тому числі дітей у віці до 1 року — 13.
Природний спад населення в 2009 році становив 835 осіб. Кількість шлюбів в 2009 році було 505, кількість розлучень — 261.
Основним чинником скорочення чисельності населення залишається його природне зменшення (у 2009 р. Перевищення кількості померлих над кількістю народжених у 2,1 рази).
Протягом 2009 року спостерігалося міграційний приріст населення. Прибулих на територію міста було на 21 людину більше, ніж вибуло.
Кількість прибулих на постійне проживання зменшилася на 1,1 %, вибулих — зменшилося на 20,2 % в порівнянні з міграційним рухом 2008.

### Національний склад
Національний склад населення Чистяковської міськради за переписом 2001 року
|          | чисельність | частка, % |
| українці | 48 807      | 50,8      |
| росіяни  | 43 354      | 45,1      |
| білоруси | 1 230       | 1,3       |
| татари   | 1 222       | 1,3       |
| вірмени  | 227         | 0,2       |
| греки    | 141         | 0,1       |

### Мовний склад
Рідна мова населення за даними перепису 2001 року:
| Мова            | Чисельність, осіб | Відсоток |
| --------------- | ----------------- | -------- |
| Російська       | 59 530            | 81,83%   |
| Українська      | 12 389            | 17,03%   |
| Білоруська      | 128               | 0,18%    |
| Вірменська      | 81                | 0,11%    |
| Румунська       | 20                | 0,03%    |
| Інші/Не вказали | 597               | 0,82%    |
| Разом           | 72 745            | 100%     |

За переписом 2001 року населення міста становило 72745 осіб, із них 17,03 % зазначили рідною мову українську, 81,83 %— російську, 0,18 %— білоруську, 0,11 %— вірменську, 0,03 % — молдовську, 0,01 %— болгарську та грецьку, а також німецьку, угорську, гагаузьку, польську, румунську та єврейську мови.

## Транспорт та телекомунікації

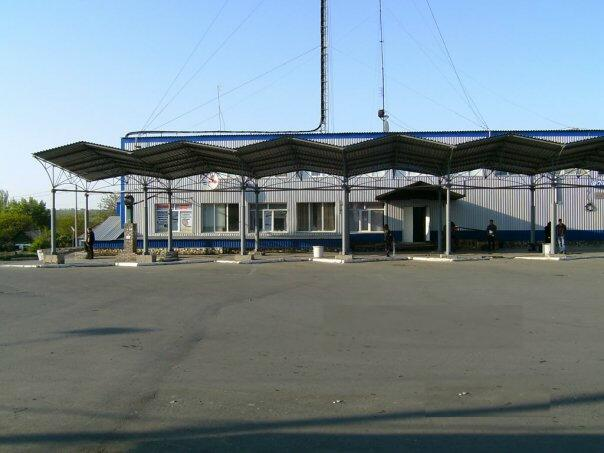
Автовокзал (на вул. Поповича)

Чистякове розташоване на автошляху національного значення Н21 Старобільськ — Луганськ — Хрустальний — Донецьк, має розгалужену мережу зовнішнього та внутрішнього сполучення. В місті працює 18 маршрутів громадського (автомобільного) транспорту. Тісні транспортні зв'язки з розташованими поблизу містами Сніжним і Шахтарськом. З автовокзалу (на вул. Поповича) до окупації у 2014 році здійснювалися регулярні рейси до Харкова, Слов'янська, Дніпра, Запоріжжя, Бердянська, Маріуполя. Після окупації, з 2014 року збереглися пасажирські перевезення з містами окупованої частини Донбасу (Сніжним, Шахтарськом, Донецьком, Луганськом, Хрестівкою, Амвросієвкою), окупованої АР Крим (через територію РФ) та містами Росії (Ростов-на-Дону, Таганрог, Москва тощо).
Міський автобусний транспорт:
- 1 «Залізничний вокзал — ЦЗФ Кіселевська»
- 2 «Мікрорайон № 3 — ЦЗФ Кіселевська»
- 3 «ЦЗФ Кіселевська — Селище шахти Лісова»
- 4 «Мікрорайон № 3 — Селище шахти ім. Кіселєва»
- 5 «Мікрорайон № 3 — Селище шахти Донецька»
- 7 «Мікрорайон № 3 — вул. Тульська»
- 8 «Автостанція — вул Крупської»
- 8А «Мікрорайон № 3 — вул. Крупської»
- 9 «Автостанція — вул. Крупської — ЦЗФ Кіселевська»
- 10А «Мікрорайон № 3 — Міська лікарня № 5 — Залізничний вокзал»
- 10Б «Мікрорайон № 3 — Міський цвинтар — Залізничний вокзал»
- 12 «Автостанція — Селище шахти 7-біс»
- 23 «Автостанція — Шахтоуправління Волинське»
- 26 «Автостанція — Селище шахти Лісова»
- 26-А «Автостанція — Клуб шахти № 3-біс»
- 27 «Мікрорайон № 3 — Селище шахти Об'єднана»
- 30 «Автостанція — Шахтоуправління Торезьке»
- 31 «Автостанція — с. Петрівське»

Залізничний транспорт
- Залізничні вокзали:
  - Чистякове (вул. Вокзальна)
- Розсипне (с-ще Розсипне)
- Пелагіївка (с-ще Пелагіївка)

Залізничні станції та зупинні пункти:
- станція Дронове
- станція Воскресенська
- з. п. 33 км.

Міські служби таксі:
- «Астра», «Пакард», «Форсаж», «Альянс».

Телекомунікації:
- Телебачення:
  - Телевізійний канал «TTV»;
  - Чистяковська телевежа (належить Концерну РРТ);
  - Мережа кабельного телебачення ТРК «Сіріус»

Зв'язок та інтернет
- до 2015 року в місті працювали мережі всіх операторів мобільного зв'язку; з 2016 року — працює зв'язок ПАТ «МТС Україна» та утвореного «ДНР» оператора «Фенікс»;
- Чистяковський цех зв'язку (послуги електрозв'язку та високошвидкісного інтернету); з 2017 року мережі електрозв'язку та Інтернет на території міста відімкнені від мереж ПАТ «Укртелеком»;
- Вузол виробничо-технологічного зв'язку ДП «Торезантрацит» (послуги місцевого електрозв'язку);
- декілька Інтернет-провайдерів.

## Населені пункти Чистяковської міської ради
- Пелагіївка
- Розсипне

## Економіка і фінанси
За 2012 рік підприємствами міста реалізовано товарів на суму 1363,9 млн. ₴ (з них у вугільній галузі — 1202,2 млн. ₴).
Обсяг реалізованих послуг в 2012 році підприємствами та установами м. Чистякового становить 33420,2 тис. ₴.
Товарообіг — 287 млн. ₴. 

## Промисловість

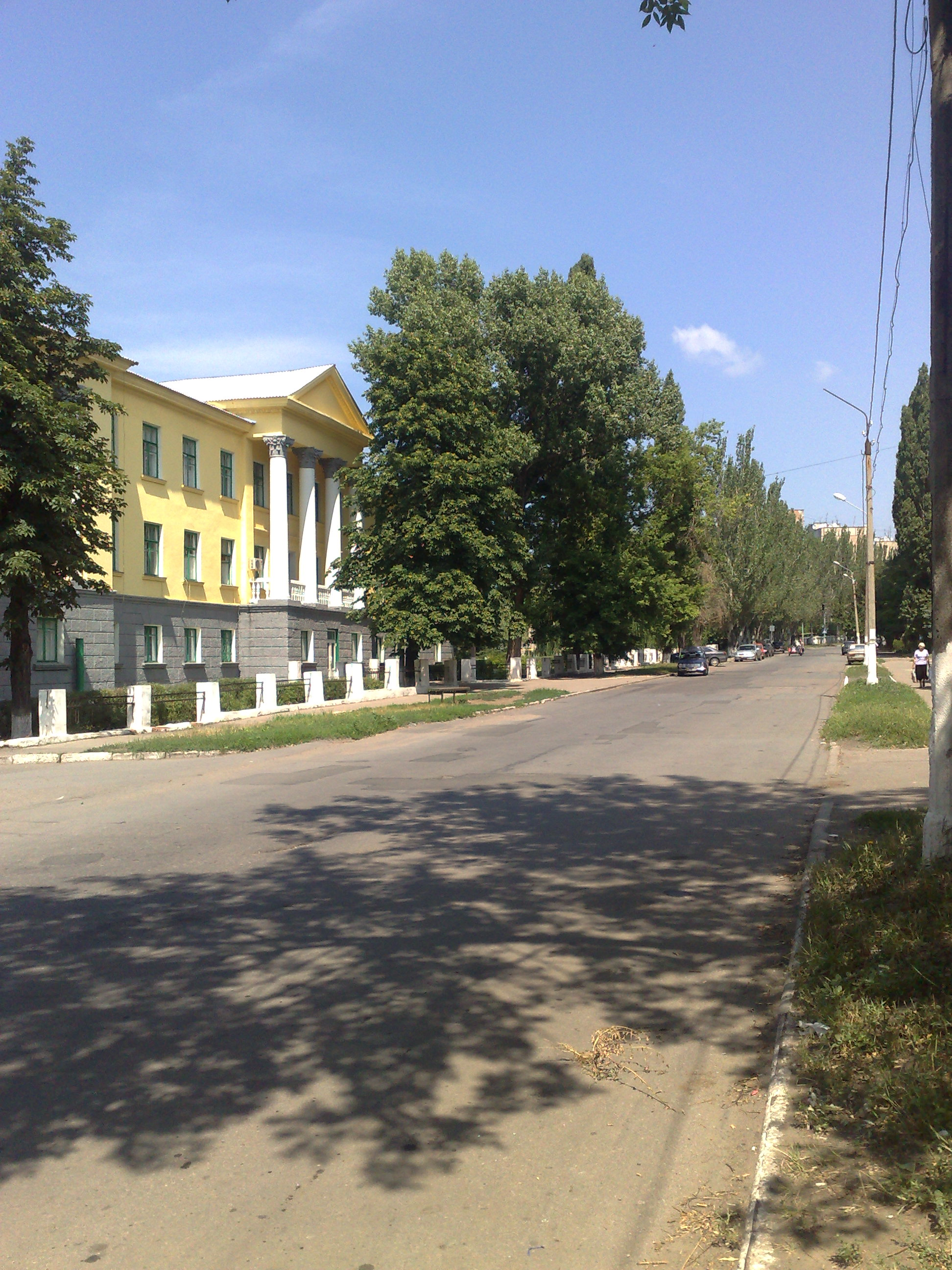
КУ «Центр первинної медико-санітарної допомоги» (амбулаторія № 1)

На території міста розташовані та до окупації міста функціонували 18 промислових підприємств. В економіці міста були представлені всі галузі індустріального краю: машинобудування, кольорова металургія, деревообробна, харчова промисловість, виробництво будматеріалів.
Вугільна промисловість є пріоритетною галуззю в місті, її представляють державне підприємство «Торезантрацит», 3 шахти і збагачувальна фабрика приватної форми власності. У структурі промислової продукції міста вугільна галузь займає близько 80 %.
Серед провідних підприємств міста (до 2014 року) можна виділити такі:
- Державне підприємство «Торезантрацит», яке є керуючою компанією таких підприємств: ВО «Шахта Прогрес», ВО «Шахтоуправління ім. Л. І. Лутугіна», ВО «Шахтоуправління Волинське», ВО "Центральна збагачувальна фабрика «Торезька», ВО «Ремонтно-механічний завод».
- Завод залізобетонного шахтного кріплення (ЗБШК)
- Електротехнічний завод
- Збагачувальна фабрика «Червона зірка» (ПАТ)
- ЗАТ «Центральна збагачувальна фабрика „Донецька“»
- ПАТ «Торезька харчосмакова фабрика»
- ПАТ «Тормаш» (машинобудівний завод)
- Шахта «Тера» (ТОВ «Вуглересурс»)
- ТОВ «Торезький завод наплавочних твердих сплавів» (кольорова металургія)
- Торезький кар'єр (ПАТ)
- ВАТ фірма «Карбід» (кольорова металургія)
- ДВАТ «Торезьке шахтопрохідне управління з буріння стволів та свердловин» (в стадії ліквідації)
- Підприємство ВК № 28
- Шахтарська дирекція з ліквідації шахт ДП «Донвуглереструктуризація», розташована в м. Чистяковому.

## Мікрорайони та частини міста

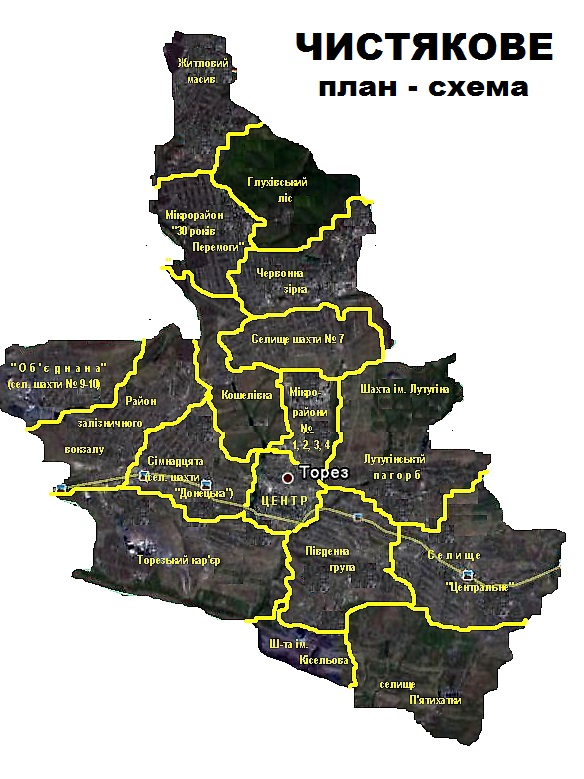
План-схема міста Чистякове

- Центр міста (вулиці: Піонерська, Ніколаєва, Енгельса, Сизранцева, 50 років СРСР, Пушкіна, пров. Арсенальний, просп. Гагаріна, бульв. Ілліча тощо)
- Мікрорайони № 1, 2, 3, 4 (вул. Енгельса, Громова)
- Південна Група («Шанхай», вул. Широка, Кірова, Івана Франка, Севастопольська, Котовського)
- Центральне селище (вул. Леніна, Чайковського, Бородіна, Ціолковського, Короленка)
- Мікрорайон «30 років Перемоги» (розм. — «Квартал»)
- Селище шахти № 7 (вул. Залізнична, 20-річниці Жовтня, Сеченова, Котляревського, Чорноморська).
- Червона Зірка (вул. Бірлевої, Кіма, Менжинського, Шостакової)
- Житловий массив (вул. Вишинського, Миру, Космонавтів, Кошового, Лесі Українки, Молодіжна)
- Лутугінський пагорб (сел. шахти ім. Лутугіна, вул. Свободи, Трудова, Профспілкова, Крупської, Тельмана)
- Сімнадцята (селище шахти «Донецька») (просп. Гагаріна, Недобера, Жуковського, Панаса Мирного, Олімпійська)
- ЖД (від рос. — залізниця) (вул. Вокзальна, Камінська, 9 січня, Деповська, пров. Паровозний, Поштовий).
- Дев'ята (селище колишньої шахти № 9-10 «Об'єднана») (вул. П'ятницького, Алмазна, Маяковського, Заньковецької, Сиваченка)
- П'ятихатки (Максимова Балка)

### Центральне селище
«Центральне селище» (рос. Центральный посёлок, розмовне — «ЦП») — історична частина міста Чистякове, розташована на його південному сході. Є одним із перших централізованих утворень на території Чистякового. До 1932 року, коли Чистякове отримало статус міста, Центральне селище виконувало роль інфраструктурного центру Чистякового і прилеглих шахтних селищ.

## Міська інфраструктура
Телебачення та преса:
- Студія телебачення (Канал «TTV») (працює з 1992 року)
- Чистяковська міська газета «Гірник» (заснована в 1929 році, з червня 2014 року газета не виходить друком у зв'язку з окупацією міста)
- Газета «ПроГород» (заснована в 2012 році, з липня 2014 року газета не виходить друком у зв'язку з окупацією міста)
- Газета «ЭВМ-информ» (виходила з початку 1990-х років до 2007 року).

Освіта:
- Навчально-консультативний центр НТУ «ХПІ» (Мікрорайон 2)
- Факультет Харківського інституту економіки та менеджменту (б-р Ілліча) — з 2014 р. не функціонує у зв'язку з окупацією міста
- Академічний коледж Донецького державного університету управління (вул. Піонерська)
- Медичне училище (4-й мікрорайон)
- ВПТУ ім. О. Стаханова (вул. Леніна)
- Професійний ліцей (вул. Бірлевої)
- Гірничий технікум ім. А. Ф. Засядька (вул. Шестакової)
- НКЦ Донбаської державної машинобудівної академії (вул. Шестакової)
- Палац дитячої та юнацької творчості «Юність» (вул. Піонерська)
- КУ «Дитяча та юнацька спортивна школа» (вул. Енгельса)
- Станція юних техніків (вул. Миру)
- Гуманітарна гімназія (вул. Енгельса)
- 15 середніх шкіл
- 16 дошкільних закладів

Медична сфера:
- КУ «Центр первинної медико-санітарної допомоги» (вул. 50 років СРСР) у складі: — Амбулаторії № 1, 5 (вул. 50 років СРСР); — Амбулаторія № 2 (вул. Т.Бірлевої) — Амбулаторії № 3 (вул. Леніна) — Амбулаторії № 4 (вул. Інтернаціональна) — Амбулаторія № 6 (вул. Курська) — Амбулаторія № 7 (вул. Ніколаєва)
- Чистяковська центральна міська лікарня (мікрорайон-4)
- Центральна консультативна поліклініка для дорослих ЦМЛ (вул. Ніколаєва)
- Центральна поліклініка для дітей ЦМЛ (вул. Ніколаєва)
- Пологове відділення та сімейний центр ЦМЛ (мікрорайон-4)
- Чистяковська міськлікарня № 2 (вул. П. Ангеліної)
- Чистяковська міськлікарня № 5 (вул. 50 років СРСР)
- Чистяковська міська станція швидкої допомоги (мікрорайон-4)

Міська система охорони здоров'я працює в єдиному медичному просторі, функціонує 4 міжрайонних відділення (урологічне, офтальмологічне, отоларингологічне та регіональний перинатальний центр).
Заклади культури:
- Централізована бібліотечна система у складі 7 бібліотек
- 4 клубні заклади (ПК ім. Маяковського, БК ім. Кірова, Клуб «Комсомолець», клуб шахти «Прогрес»)
- 3 громадські музеї
- на обліку знаходиться 32 пам'ятника культури та історії.

Маркети та супермаркети:
- Супермаркет «АТБ-Маркет» (мікрорайон-1) — з 2014 року не функціонує у зв'язку з окупацією міста.
- Супермаркет «АТБ-Маркет» (просп. Гагаріна, зуп. «Музей») — з 2014 р. не функціонує у зв'язку з окупацією міста.
- Супермаркет «АТБ-маркет» (мкрн «30-річчя Перемоги») — з 2014 року не функціонує у зв'язку з окупацією міста.
- Супермаркет «Кураж» (мікрорайон-1)
- Маркет «Гастроном» (вул. Енгельса)
- Маркет «Україна» (вул. Кринична)
- Маркет «Брусниця» (мікр. «30 р. Перемоги»)
- ТЦ «Кулінарія» (бульв. Ілліча)
- ТЦ «7 квартал» (одяг, меблі, книги, оптика та ін.) (вул. Ніколаєва)
- Центральний універмаг (бульв. Ілліча).

Розваги
- Басейн «Art-pool» (вул. Ніколаєва)
- Стадіон «Комсомолець» (вул. Ніколаєва)
- Кінотеатр «Art-tema» (бульв. Ілліча)
- Ресторанно-розважальний центр «Шалена Ніч» (пров. Арсенальний) — з 2014 р. не функціонує у зв'язку з окупацією міста
- Ресторан «Україна» (бульв. Ілліча)
- Нічний клуб та ресторан «Максимум» (вул. Енгельса)
- Кафе «Алекс» (вул. Леніна)
- Кафе «555» (вул. Піонерська)
- Кафе «Українська кухня» (просп. Гагаріна)
- Ресторан та лаундж-бар «Бульвар» (бульв. Ілліча)
- Луна-парк «Art-land» (вул. Піонерська)

## Офіційні органи влади та місцевого самоврядування (не функціонують з 2014 року через окупацію міста)
Органи місцевого самоврядування:
- Міська рада (вул. Піонерська, 3)
- Пелагіївська селищна рада (м. Чистякове, с-ще Пелагіївка, вул. Молодіжна, 10)
- Розсипненська селищна рада (м. Чистякове, с-ще Розсипне, вул. Чекістів, 9)
- Управління юстиції (вул. Енгельса, 90)
- Відділ РАЦС (просп. Гагаріна, 25-А)
- Управління праці та соціального захисту населення (вул. Сизранцева, 76)

Правоохоронні органи:
- МВ ГУМВС (ГУНП) України в Донецькій області (вул. Енгельса, 126)
- МРВ СБУ (вул. Дзержинського, 1)
- Відділ ДСНС України в Донецькій області (вул. Енгельса, 132)
- Міський суд Донецької області (вул. Пушкіна, 15)
- Прокуратура (вул. Пушкіна, 17) — ліквідована, як самостійний орган в ході реформи Прокуратури України
- Відділ кримінально-виконавчої інспекції (просп. Гагаріна, 2)

Інші установи:
- Державна податкова інспекція (вул. Ніколаєва, 40)
- Управління Пенсійного фонду України (бульвар Ілліча, 8)
- Міський центр зайнятості (бульвар Ілліча, 8)

## Визначні місця, пам'ятки та події
У місті Чистякове Донецької області на обліку перебуває 32 пам'ятки історії та монументального мистецтва.
Див. Список культових споруд м. Чистякового
- Монумент піонерам-випробувальникам вугільного комбайну «Донбас» є візитівкою Чистякового. Встановлений біля зупинки «Музей» на просп. Гагаріна.
- Пам'ятник Леніну — встановлений у 1959 році в центрі міста (підлягає демонтажу відповідно до вимог Закону України «Про засудження комуністичного та націонал-соціалістичного (нацистського) тоталітарних режимів в Україні та заборону пропаганди їхньої символіки»).
- Меморіал полеглим героям Другої світової війни — знаходиться на перетині вулиць Енгельса та Піонерської.
- Пам'ятник російському (радянському) поетові Володимиру Маяковському встановлений на однойменному майдані на перетині вулиць Піонерської, Сизранцева та бульвару Ілліча.
- Каплиця св. Георгія Переможця в пам'ять загиблих шахтарів та ліквідаторів Аварії на ЧАЕС. Побудована в 2005 році, належить Московському патріархату (УПЦ).
- Монументи Вітчизні-Матері (в пам'ять про Героїв Другої світової війни): перший встановлений в 1960-ті роки на перетині вул. Горбачова та просп. Гагаріна (с-ще Сімнадцята), другий — на вул. Леніна, біля школи № 4.
- Меморіальна дошка пам'яті жертв Голодомору 1932—1933 років (встановлена у 2006 році на адміністративній будівлі № 8 по бульвару Ілліча).
- Чистяковська телевежа (1960-ті).

На честь міста Чистякове названі топоніми: вул. Чистяківська та пров. Чистяківський у м. Києві, вул. Торезька у с. Велика Шишівка (Шахтарський район) та вул. Торезька у місті Чистяковому.
Працює меморіальний музей засновника стаханівського руху Олексія Стаханова.
Кімната-музей Моріса Тореза та дружби міст-побратимів Тореза і Соломіна (Франція) діє у Палаці дитячої та юнацької творчості «Юність» (вул. Піонерська).
17 липня 2014 року неподалік Чистякового сталася авіакатастрофа «Боїнга 777» Малайзійських авіаліній.

## Відомі люди
Повний список персоналій Чистякове, статті про яких містяться у Вікіпедії, дивіться тут.
- Житніков Ярослав Володимирович (1982—2016) — лейтенант Збройних сил України, учасник російсько-української війни.
- Москвін Станіслав Костянтинович (нар. 1961) — український театральний актор, народний артист України.
- Тимченко Віра Андріївна (нар. 1941) — заслужена артистка України, режисерка-постановниця Чернігівського обласного академічного українського музично-драматичного театру ім. Т. Шевченка (період з 1988 по 2021 рр.).
- Хоркін Дмитро Миколайович (нар. 1986) — заслужений артист України, диктор, теле- та радіоведучий.
- Щербіна Максим Костянтинович (1991—2012) — український футзаліст. Колишній воротар «Урагану» та ФК «ЛТК».